# Kristianstad–Älmhults järnväg
Kristianstad-Älmhults järnväg var en järnvägslinje som helt eller delvis var i bruk 1885-1978.

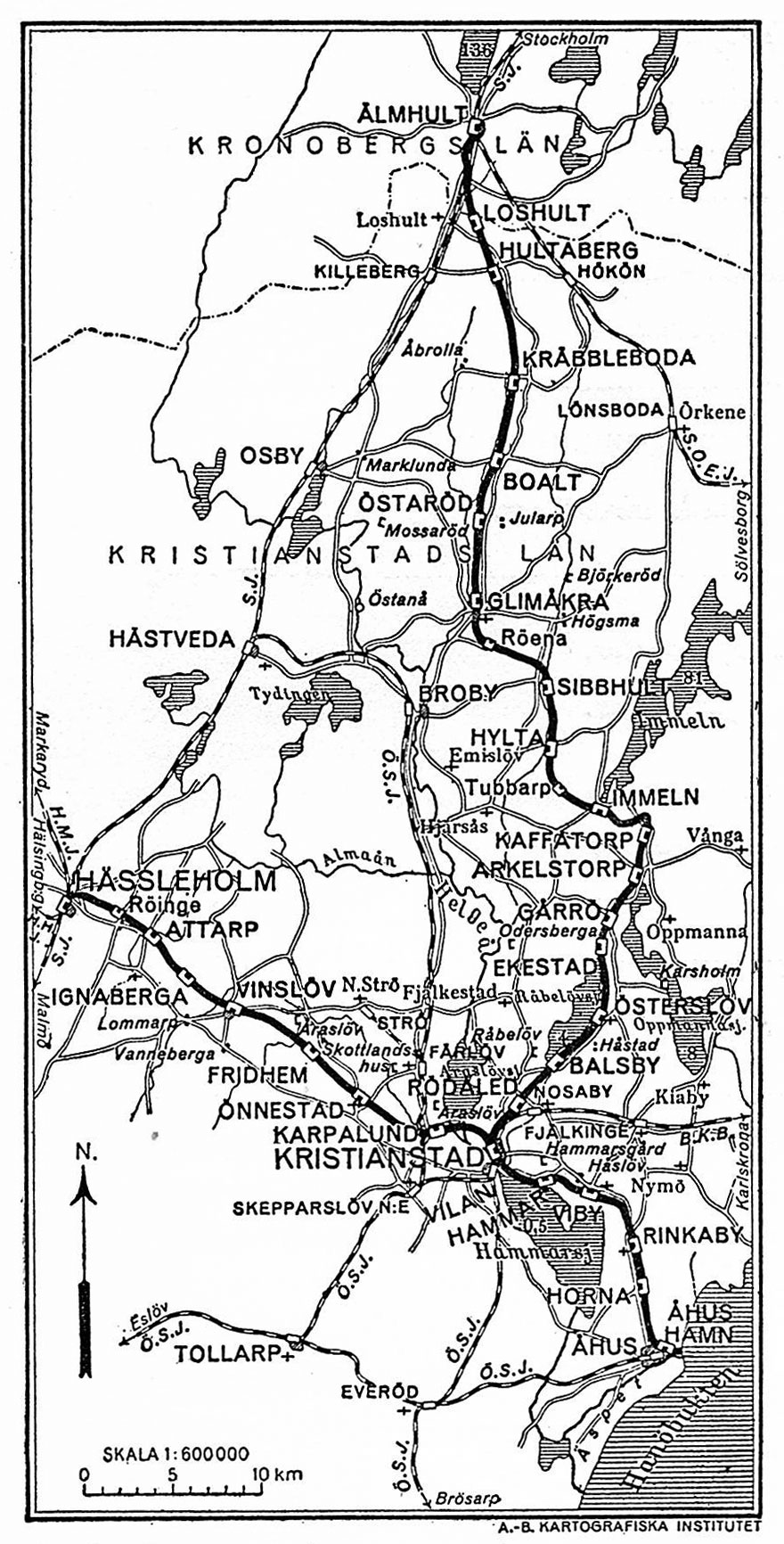
CHJ. Karta 1926.

## Historik
Järnvägen grundades 1884 av järnvägsbolaget Kristianstad-Immelns Järnväg, ofta förkortat "KIJ", vilket övertogs 1906 av bolaget Kristianstad-Hässleholms Järnvägar, "CHJ". CHJ förstatligades 1944.
Bandelen Kristianstad-Immeln öppnades för trafik 1885, bandelen Immeln-Glimåkra 1886 och till sist bandelen Glimåkra-Älmhult 1909. Hela banan var byggd med normalspårvidd, 1435 mm.
Persontrafiken nedlades 1969, men viss godstrafik fanns kvar mellan Kristianstad och Glimåkra fram till 1978. Spåren revs upp i etapper 1973-1995. En spårstump finns kvar i Älmhult och används som industrispår till Ikea:s lager.[källa behövs]